# Daniel Van Buyten
Daniel Van Buyten (født 7. februar 1978 i Chimay, Belgien) er en tidligere belgisk fodboldspiller, der spillede som midterforsvarer. Han spillede gennem karrieren for de belgiske klubber Charleroi SC og Standard Liège, Olympique Marseille fra Frankrig, tyske FC Bayern München samt på lejebasis hos Manchester City i den engelske Premier League.
Med Bayern München har van Buyten vundet både Bundesligaen og DFB-Pokalen hele fire gange, og vandt desuden UEFA Champions League, UEFA Super Cup og VM for klubhold med klubben i 2013.

## Landshold
Van Buyten står noteret for 83 kampe og ti scoringer for Belgiens landshold, som han debuterede for i 2001. Han var en del af den belgiske trup til VM i 2002 i Sydkorea og Japan og VM i 2014 i Brasilien.

## Titler
Bundesligaen
- 2008, 2010, 2013 og 2014 med Bayern München

DFB-Pokal
- 2008, 2010, 2013 og 2014 med Bayern München

UEFA Champions League
- 2013 med Bayern München

UEFA Super Cup
- 2013 med Bayern München

VM for klubhold
- 2013 med Bayern München